# Cuartel Tercero
Cuartel Tercero är en ort i Mexiko.   Den ligger i kommunen Senguio och delstaten Michoacán de Ocampo, i den södra delen av landet, 130 km väster om huvudstaden Mexico City. Cuartel Tercero ligger 2 398 meter över havet och antalet invånare är 269.
Terrängen runt Cuartel Tercero är lite bergig. Runt Cuartel Tercero är det ganska tätbefolkat, med 192 invånare per kvadratkilometer. Närmaste större samhälle är Maravatío, 17,8 km nordväst om Cuartel Tercero. I omgivningarna runt Cuartel Tercero växer huvudsakligen savannskog.